# Arthur (Nevada)
Arthur é uma comunidade não incorporada no condado de Elko, estado do Nevada, nos Estados Unidos.

## História
Cerca de 50 habitantes viviam em Pole Canyon em 1881, antes de uma estação de correios ter aberto em 21 de abril daquele ano. . Existem duas histórias para explicar a origem do topónimo Arthur. A primeira é que a estação de correios ficou com esse nome devido a Chester Arthur, presidente dos Estados Unidos naquela altura, a segunda história explica que o nome da cidade foi dada depois do primeiro agente de correios, Arthur Gedne. A atividade pastorícia foi sempre a principal atividade económica em Arthur. A maioria de todos os ranchos mantiveram-se na mesma família durante gerações. Continuam a operar vários ranchos à volta de Arthur. 